# Mikhail Litvin
Mikhail Sergeyevich Litvin (en kazakh : Михаил Сергеевич Литвин, né le 5 janvier 1996 à Petropavl) est un athlète kazakh, spécialiste du 400 m.

## Carrière
Le 22 avril 2019, il bat à Doha, lors des Championnats d'Asie 2019, le record national en 45 s 25 du 400 m, record qui datait des Jeux de l'Amitié en 1984 par Aleksandr Kurochkin.
Le 10 juillet 2019, il remporte la médaille d'argent de l'Universiade de Naples en 45 s 77.

## Palmarès
| Date | Compétition                  | Lieu     | Résultat | Epreuve       | Temps         |
| ---- | ---------------------------- | -------- | -------- | ------------- | ------------- |
| 2016 | Championnats d'Asie en salle | Doha     | 3e       | 400 m         | 46 s 80       |
| 2017 | Universiade                  | Taipei   | 7e       | 400 m         | 46 s 93       |
| 2017 | Jeux asiatiques en salle     | Achgabat | 3e       | 400 m         | 46 s 51       |
| 2018 | Championnats d'Asie en salle | Téhéran  | 4e       | 400 m         | 47 s 51       |
| 2018 | Championnats d'Asie en salle | Téhéran  | 2e       | 4 x 400 m     | 3 min 11 s 68 |
| 2018 | Jeux asiatiques              | Jakarta  | 6e       | 400 m         | 46 s 17       |
| 2018 | Jeux asiatiques              | Jakarta  | 3e       | 4 x 400 mixte | 3 min 19 s 52 |
| 2019 | Championnats d'Asie          | Doha     | 2e       | 400 m         | 45 s 25       |
| 2019 | Championnats d'Asie          | Doha     | 4e       | 4 x 400 mixte | 3 min 20 s 73 |
| 2019 | Universiade                  | Naples   | 2e       | 400 m         | 45 s 77       |
| 2019 | Universiade                  | Naples   | 8e       | 4 x 400 m     | 3 min 07 s 66 |
| 2023 | Championnats d'Asie en salle | Astana   | 2e       | 400 m         | 46 s 39       |

## Records
| Épreuve | Épreuve   | Temps        | Lieu            | Date            |
| ------- | --------- | ------------ | --------------- | --------------- |
| 400 m   | Plein air | 45 s 25 (NR) | Doha            | 22 avril 2019   |
| 400 m   | En salle  | 46 s 26 (NR) | Ust-Kamenogorsk | 19 janvier 2019 |